# RD-180
De RD-180, (Russisch: РД-180, Ракетный Двигатель-180,  Raketnyj Dvigatel-180, Raketmotor-180) is een in Rusland ontworpen en geproduceerde raketmotor met twee straalbuizen. De RD-180 is een doorontwikkeling van de RD-170 en wordt gebruikt als hoofdmotor van de eerste trap van de Atlas V-raket die door United Launch Alliance wordt gebouwd. De motor wordt vervaardigd door NPO Energomash. Bij de ontwikkeling was ook het Amerikaanse Rocketdyne betrokken.

## Technologie
De RD-180 is een vloeibarebrandstofmotor en werkt met een gesloten verbrandingscyclus. De RD-180 is in wezen een "halve" RD-171, met twee in plaats van vier straalbuizen en een enkele voorverbrander in plaats van twee. Beide turbopompen worden aangedreven door een enkele gasturbine, die een zeer efficiënte zuurstofrijke voorverbrander heeft. Omdat kerosine en vloeibare zuurstof ongeveer dezelfde dichtheid bezitten kunnen beide turbopompen op één as gemonteerd worden. Nadeel van een zuurstofrijke voorverbrander is dat er hete zuurstofrijke gassen door de motor getransporteerd moeten worden. 
Het principe van de zuurstofrijke voorverbranders is geperfectioneerd tijdens de ontwikkeling van de NK-15- en NK-33-raketmotoren. De RD-180 gebruikt stuwstraalbesturing en beide straalbuizen kunnen in twee vlakken bewegen.

## Geschiedenis
De RD-180 maakte zijn eerste vlucht in mei 2000 als hoofdmotor van de eerste trap van de Atlas III en verving de drie RS-56-motoren van de Atlas II. Het was de eerste maal in de geschiedenis van het Amerikaanse ruimtevaartprogramma dat er een Amerikaanse raket werd gelanceerd die voorzien was van een Russische raketmotor. Vanaf 2005 is de RD-180 de eerste-trap-hoofdmotor van de Atlas V. De Atlas V is een stuk groter dan de Atlas III en is daardoor in staat de stuwkracht van de RD-180 volledig te benutten.
Sinds 2014 is Amerikaans gebruik van de RD-180 en andere Russische rakettechnologie onder druk komen te staan door een Amerikaanse handelsboycot, ingesteld naar aanleiding van de Russische bezetting van de Krim. Voor militaire lanceringen mogen geen Russische raketmotoren worden gebruikt die na inwerkingstelling van het handelsboycot in 2014 zijn besteld. Ook zijn in Amerika volop subsidies verstrekt om nieuwe, effectieve raketmotoren te ontwikkelen en zodoende de Amerikaanse afhankelijkheid van Russische technologie te beëindigen. United Launch Alliance ontwikkelt de Vulcan als opvolger van de Atlas V. Deze gebruikt BE-4-motoren van Blue Origin als hoofdmotoren.
20 jaar lang stond de hoogste kamerdruk ooit gemeten op naam van de RD-180. Op 10 februari 2019 werd de recordkamerdruk van de RD-180 van 262 bar tijdens een statische test overschreden door SpaceX Raptor-motor die 268,9 bar haalde. De Raptor is ontworpen om een kamerdruk van 300 bar te halen, dus dat record zal waarschijnlijk nog enkele malen sneuvelen. Mogelijk heeft de RD-180 in de testfase een hogere kamerdruk verdragen. NPO Energomash suggereerde dat, maar heeft daarvan geen bewijs getoond.
Sinds 26 augustus 2021 verkoopt ULA geen Atlas V-lanceringen meer. Er stonden toen nog 29 vluchten gepland. ULA kreeg laatste batch van zes RD-180-motoren geleverd in april 2021. 

## Potentiële toepassingen
Het was de bedoeling dat de RD-180 als hoofdmotor van de eerste trap gebruikt zou worden van de Russische draagraket Rus-M, maar het project werd door gebrek aan geld op 7 oktober 2011 stopgezet.
Eind 2019 werd de RD-180 genoemd als hoofdmotor voor de Sojoez 6, een toekomstige Russische draagraket die in de conceptfase verkeert.

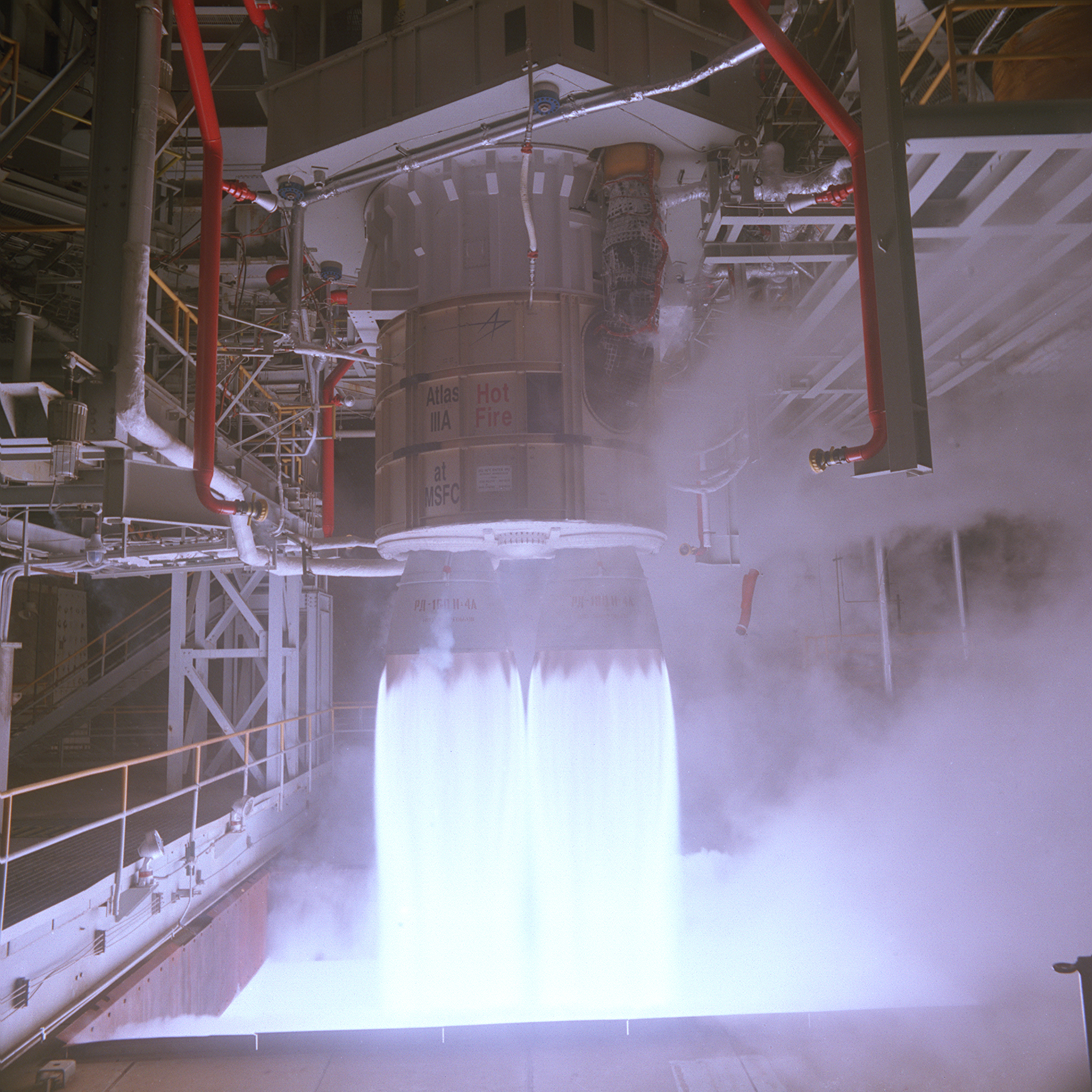
Een RD-180 op de testbank (4 november 1998 "Marshall Space Flight Center").